# Edward Hogg
Edward George Hogg (Doncaster, 26 gennaio 1979) è un attore britannico.

## Biografia
Nato nello Yorkshire nel 1979, Edward Hogg ha frequentato la Royal Academy of Dramatic Art di Londra dove si è diplomato nel 2002.
Negli anni ha recitato in numerosi teatri britannici, tra cui il Royal National Theatre di Londra, il Duke of York's Theatre di Westminster e il Crucible Theatre di Sheffield. Uno dei momenti culminanti della sua carriera (secondo le parole dello stesso Hogg) è stato il ruolo di Woyzeck nell'omonima opera di Georg Büchner andata in scena a Londra e portata negli Stati Uniti nel 2006 al St. Ann's Warehouse di Brooklyn.
Tra i principali ruoli cinematografici figurano quelli di Jesco White in White Lightnin' di Dominic Murphy e Stephen Turnbull in Bunny and the Bull di Paul King, entrambi del 2009, per i quali ha vinto premi ai festival di Monterrey e Mumbai e che nel 2010 gli hanno fatto ottenere il Trophée Chopard per la rivelazione maschile al Festival di Cannes e lo Shooting Stars Award al Festival di Berlino.
In televisione è apparso in serie quali Jonathan Strange & Mr Norrell (2015), Beowulf: Return to the Shieldlands (2016) e Taboo (2017).

## Filmografia

### Cinema
Lungometraggi
- Nicholas Nickleby, regia di Douglas McGrath (2002)
- Alfie, regia di Charles Shyer (2004)
- Song of Songs, regia di Josh Appignanesi (2005) – Non accreditato
- Brothers of the Head, regia di Keith Fulton e Louis Pepe (2005)
- White Lightnin', regia di Dominic Murphy (2009)
- Bunny and the Bull, regia di Paul King (2009)
- Ollie Kepler's Expanding Purple World, regia di Viv Fongenie (2010)
- Anonymous, regia di Roland Emmerich (2011)
- Isle of Dogs, regia di Tammi Sutton (2011)
- The Comedian, regia di Tom Shkolnik (2012)
- Imagine, regia di Andrzej Jakimowski (2012)
- Mary Queen of Scots, regia di Thomas Imbach (2013)
- Jupiter - Il destino dell'universo (Jupiter Ascending), regia di The Wachowskis (2015)
- Kill Your Friends, regia di Owen Harris (2015)
- Road Games, regia di Abner Pastoll (2015)
- The Program, regia di Stephen Frears (2015)
- Adult Life Skills, regia di Rachel Tunnard (2016)
- Pewnego razu w listopadzie, regia di Andrzej Jakimowski (2017)
- Scarborough, regia di Barnaby Southcombe (2018)
- A Good Woman Is Hard to Find, regia di Abner Pastoll (2018)
- Luther: Verso l'inferno, regia di Jamie Payne (2023)

Cortometraggi
- Shades of Beige, regia di Aimee Powell (2010)
- Me or the Dog, regia di Abner Pastoll (2011)
- Dawn, regia di Stephanie Zari (2012)
- The Bridge, regia di Yana Titova (2013)
- The Phone Call, regia di Mat Kirkby (2013)
- Emotional Fusebox, regia di Rachel Tunnard (2014)
- Demob, regia di Joe Morris (2014)
- I Am Here, regia di David Holmes (2014)
- The Man from the Council, regia di Barnaby Southcombe (2015)
- The Split, regia di Ed Rigg (2015)

### Televisione
Serie e miniserie TV
- Celeb – Episodio The Guest (2002)
- Heartbeat – Episodio Growing Apart (2002)
- Doctors – Episodio Hero (2007)
- Testimoni silenziosi – Episodio Voids (Parte 1 e 2) (2010)
- Misfits – Episodio Fame di potere (2010)
- Dead Boss (2012)
- I Borgia – Episodi Il lupo e l'agnello e Reliquie (2013)
- Indian Summers (2015)
- Jonathan Strange & Mr Norrell – Miniserie (2015)
- Beowulf: Return to the Shieldlands (2016)
- Taboo (2017)
- Harlots (2017)
- Paare – Episodio London-Stockholm (2017)
- Gli Irregolari di Baker Street (2021)

Film TV
- Dive to Bermuda Triangle, regia di Karen Kelly e Nigel Paterson (2004)

## Riconoscimenti
- 2009 – British Independent Film Awards
Candidatura per il miglior esordiente per White Lightnin'
- 2009 – Monterrey International Film Festival
Miglior attore protagonista (concorso internazionale) per White Lightnin'
- 2009 – Mumbai International Film Festival
Silver Gateway per il miglior attore per White Lightnin'
- 2010 – Festival di Cannes
Trophée Chopard per la rivelazione maschile
- 2010 – Festival internazionale del cinema di Berlino
Shooting Stars Award
- 2013 – Seattle International Film Festival
Candidatura al Golden Space Needle per il miglior attore per Imagine
- 2013 – Queer Lisboa – Lisbon Gay & Lesbian Film Festival
Miglior attore per The Comedian

## Doppiatori italiani
Nelle versioni in italiano dei suoi film, Edward Hogg è stato doppiato da:
- Emiliano Coltorti in Anonymous e Taboo
- Gianluca Crisafi in Jupiter - Il destino dell'universo
- Stefano Billi in Kill Your Friends
- Marco Vivio in The Program
- Franco Mannella in Gli Irregolari di Baker Street